# Gredina (Baja, Mađarska)
Gredina (mađ. Gredina) je četvrt u jugoistočnoj Mađarskoj, dio grada Baje.

## Zemljopisni položaj
Gredina je četvrt grada Baje.

## Upravna organizacija
Upravno pripada naselju Baji.
Poštanski broj je 6500.

## Vanjske poveznice
- Slike s Gredine[neaktivna poveznica]